# Nancy Hustonová
Nancy Louise Hustonová (* 16. září 1953, Calgary) je kanadská spisovatelka a esejistka, která píše především ve francouzštině a překládá své práce do angličtiny.

## Život
Nancy Hustonová se narodila v Calgary v Kanadě, kde žila do patnácti let, než se s otcem přestěhovala do amerického státu New Hampshire. Matka rodinu opustila, když bylo Nancy šest. Tato zkušenost ji později inspirovala při psaní knihy La Virevolte (1994).
Vysokoškolské studium začala Hustonová na Sarah Lawrence College v New Yorku. Při studiu se jí naskytla možnost ročního studijního pobytu v Paříži. Zde také v roce 1973 získala magisterský titul na École des hautes études en sciences sociales. Diplomovou práci na téma nadávek psala pod vedením francouzského filozofa a sémiotika Rolanda Barthese.
Hustonová se vdala za bulharsko-francouzského filozofa Tzvetana Todorova, s nímž má dvě děti. Později žili odděleně. Hustonová je ve vztahu se švýcarským malířem Guy Obersonem.

## Kariéra
Hustonová se začala věnovat psaní při pobytu ve Francii, kdy jí začaly vycházet články v novinách. Svou prvotinu, Les Variations Goldberg, napsala v roce 1981 a byla za ni nominována na francouzskou literární cenu Prix Contrepoint.
Od roku 1980 Hustonová publikovala přes 45 knih, včetně divadelních her a dětských knih. Primárně píše ve francouzštině, avšak některé z vlastních publikací si také sama překládala. Jedinou výjimkou byla kniha Plainsong (1993), kterou napsala v angličtině a až poté přeložila do francouzštiny. Vydavatele našla až s francouzskou verzí.
Za svou kariéru byla nominována na mnoho literárních cen. Kromě románů a esejí se věnuje i dětské literatuře a psaní scénářů. Píšectaké literaturu faktu.
V roce 2005 získala Hustonová nejvyšší civilní vyznamenání Kanady, Řád Kanady, který je udělován za mimořádné zásluhy pro Kanaďany. Od té doby se může titulovat jako Důstojnice Řádu Kanady. O rok později získala francouzské literární ocenění Prix Femina za knihu Rodová znamení.
Hustonová čestný doktorát na Univerzitě v Liège a na Ottawské univerzitě.

## Dílo
výběr
- 1981: Les variations Goldberg
- 1985: Histoire d'Omaya
- 1989: Trois fois septembre
- 1993: Plainsong
- 1994: La Virevolte
- 1996: Instruments des ténèbres
- 1998: Stolen Life – filmový scénář
- 1999: Emporte-moi – filmový scénář
- 2000: Limbes / Limbo [dvojjazyčné vydání]
- 2001: Dolce agonia
- 2006: Rodová znamení (Lignes de faille) – český překlad vyšel v roce 2008
- 2015: Sacres – filmový scénář